# Тениска сезона Новака Ђоковића у 2012. години
Тениска сезона Новака Ђоковића у 2012. години званично је почела 2. јануара 2012. Током сезоне, Ђоковић је бранио титуле на десет турнира, али је успео да их одбрани само на три: Отвореном првенству Аустралије и Мастерсима у Мајамију и Торонту. Међутим, освојио је три нова турнира: Мастерс у Шангају, АТП 500 турнир у Пекингу и АТП завршни шампионат. Остварио је однос победа и пораза 75:12 (86,2%). Ђоковића је 8. јула на првом месту АТП листе претекао Роџер Федерер, али је српски тенисер успео да поврати ту позицију 5. новембра, и да тако другу узастопну годину заврши на првом месту.

## Ток сезоне

### Рана сезона на тврдој подлози
Ђоковић је започео сезону на Отвореном првенству Аустралије. Победио је у првој рунди Паола Лоренца, а затим и Сантјага Гиралда, Николаса Мауа и Лејтона Хјуита. У четвртфиналу победио је Давида Ферера у три сета. У полуфиналу, Ђоковић је победио Ендија Марија у пет сетова после 4 сата и 50 минута игре. У финалу, Ђоковић је после 5 сати и 53 минута игре у пет сетова победио Рафаела Надала. То је најдуже одиграно финале у историји гренд слемова. Меч је био толико напоран, да су после церемоније Ђоковић и Надал добили интравенозну инфузију у колима хитне помоћи, која су веч чекала испред Род Лејвер арене.
Ђоковић је тад по први пут у каријери успео одбранити титулу на једном гренд слему.
Следећи турнир на којем је Ђоковић бранио титулу било је Тениско првенство Дубаија, где је изгубио у полуфиналу од Ендија Марија са 2:6, 5:7.
Уследило је Отворено првенство Индијан Велса. У првом колу је био слободан, па је победио Голубјева, Андерсона, Андухара и Алмагра. У полуфиналу је изгубио од једног од највиших тенисера света, Џона Изнера, са 6:7(7), 6:3, 6:7(5).
После тога је дошао други Мастерс турнир у сезони, Отворено првенство Мајамија. Ђоковић је победио Багдатиса, Троицког, Гаскеа, Ферера и Монака, да би се у финалу реванширао Марију за пораз у Дубаију са 6:1, 7:6(4). Ова титула је карактеристична по томе што је Ђоковић тада први пут у каријери освојио Мастерс без изгубљеног сета, а и по томе што је то први пут у његовој каријери успео да одбрани титулу на једном турниру из 1000 серије.

### Сезона шљаке
После Мајамија Ђоковић је одлучио да учествује на Мастерсу у Монте Карлу, и у другом колу је победио Андреаса Сепија. Пред меч осмине финала добио је вест о смрти свога деде, и, после изгубљеног првог сета, успео је да добије Долгополова. Затим је победио Хасеа, а у полуфиналу Томаша Бердиха. У финалу је изгубио од Рафаела Надала са 3:6, 1:6. Шпанац је тиме прекинуо серију од седам узастопних пораза у међусобним сусретима са Ђоковићем. После договора са породицом Ђоковић је одлучио да прескочи турнир у Београду.
Потом је Ђоковић учествовао на Мастерсу у Мадриду, на новој плавој шљаци. У првом колу је био слободан, а у другом је савладао Данијела Гимено-Травера, у трећем Вавринку. У четвртфиналу је изгубио од земљака Јанка Типсаревића 6:7(2), 3:6.
Следећи Мастерс играо се у Риму. Опет је у првом колу био слободан. Затим је победио Томића, Монака, Цонгу и Федерера. У финалу се састао са Рафаелом Надалом. Меч је био померен за понедељак због кише. Надал је славио у два сета.
Затим је Ђоковић учествовао на другом гренд слему у сезони, Ролан Гаросу. Победио је Потита Стараћеа, Блажа Кавчича и Николаса Девилдера. У осмини финала савладао је Сепија, иако је губио са 2:0 у сетовима. У четвртфиналу се састао са Жоом-Вилфридом Цонгом. Ђоковић је однео побду са 3:2 у сетовима и спасао 4 меч-лопте. У полуфиналу, је као и прошле године, играо против Федерера, али овог пута је Србин победио у три сета. У финалу се састао са великим ривалом, Надалом. Обојица су имала историјску шансу, Ђоковић да освоји четврти узастопни гренд слем, што Надал и Федерер никад нису успели, а Надал да освоји седми Ролан Гарос и претекне легендарног Бјерна Борга. Меч је два пута био прекинут због кише. После другог прекида одлучено је да се настави следећег дана. Игра је прекинута при вођству 2:1 по сетовима за Надала. Следећег дана Ђоковић је изгубио четврти сет и Надал је славио са 6:4 6:3 2:6 7:5, чиме је постао играч са највише освојених титула на Ролан Гаросу.

### Вимблдон и Олимпијске игре
Две недеље касније почео је трећи гренд слем у сезони, Вимблдон, где је Ђоковић бранио прошлогодишњу титулу. У првом колу победио је Хуана Карлоса Ферероа, а у другом Рајана Харисона, обојицу у три сета. Следећи противник је био Радек Штепанек, кога је савладао са 3:1 у сетовима. У осмини финала играо је против земљака Виктора Троицког и победио у три сета, 6:3, 6:1, 6:3. У четвртфиналу се састао са Немцом Флоријаном Мајером, кога је такође победио у три сета, 6:4, 6:1, 6:4. У полуфиналу је, међутим, изгубио од Роџера Федерера са 3:6, 6:3, 4:6, 3:6. Након што је Федерер поразио Ендија Марија у финалу, претекао је Ђоковића на првом месту АТП листе.
Новак Ђоковић је носио заставу Србије приликом церемоније отварања Летњих олимпијских игара 2012. у Лондону.
На Олимпијским играма је у конкуренцији парова играо са Виктором Троицким, али су елиминисани у првом колу, после пораза од шведског пара Брунстром—Линтштедт. У првом колу мушке појединачне конкуренције савладао је Фабија Фоњинија након преокрета после изгубљеног првог сета. У другом колу је играо против Ендија Родика, победивши са 6:2, 6:1. У осмини финала победио је Лејтона Хјуита са 4:6, 7:5, 6:1. Прошао је у полуфинале савладавши Цонгу, 6:1, 7:5. У полуфиналу је изгубио од каснијег победника Ендија Марија са 5:7, 5:7, а затим и од Дел Потра у борби за бронзану медаљу (5:7, 4:6).

### Америчка серија
На Роџерс купу у Канади Ђоковић је одбранио прошлогодишњу титулу. На путу до финала савладао је Бернарда Томића, Сема Кверија, Томија Хаса и Јанка Типсаревића. У финалу је победио Гаскеа са 6:3, 6:2.
Следећи турнир је игран у Синсинатију, где је Ђоковић стигао до финала. Победио је Сепија, Давиденка (који му је предао меч) и Чилића. У полуфиналу се састао са Дел Потром и победио га резултатом 6:3, 6:2. У финалу је, међутим, изгубио од Федерера са 0:6, 6:7(7).
На Отвореном првенству САД Ђоковић је без изгубљеног сета поразио Лоренција, Силву, Бенетоа, Вавринку и Дел Потра, дошавши тако до полуфиналног меча са Ферером. Први сет је прекинут због торнада у Њујорку, при вођству Ферера 5:2. Меч је настављен следећег дана. Шпанац је успео да добије први сет, али се тада Ђоковић вратио у игру и победио резултатом 2:6, 6:1, 6:4, 6:2. На Ђоковићевом трећем узастопном финалу овог турнира противник је био Мари. После велике борбе у пет сетова, Британац успева да освоји свој први гренд слем трофеј и, у одсуству Надала, пређе на 3. место АТП листе. Коначан резултат био је 6:7(10), 5:7, 6:2, 6:3, 2:6.

### Касна сезона на тврдој подлози
Ђоковић је по трећи пут освојио турнир у Пекингу (АТП 500). Четврту титулу у години узео је након што је савладао Михаела Берера, Карлоса Берлока, Јиргена Мелцера, Флоријана Мајера и Жоа-Вилфрида Цонгу (7:6(4), 6:2).
Одмах затим Ђоковић је освојио и Мастерс турнир у Шангају, први пут у каријери. Без изгубљеног сета је савладао Димитрова, Лопеза, Хаса и Бердиха (био је слободан у првом колу). У финалу се по 16. пут састао са Маријем. Иако је Британац имао пет меч-лопти, Ђоковић се вратио у игру и славио са 5:7, 7:6(11), 6:3.
Наступ у Базелу је отказао. У Паризу је био слободан у првом колу, а у другом га је, у три сета, победио Сем Квери.
Ђоковић је 5. новембра 2012. повратио прву позицију на АТП листи, након што је Федерер одустао од учешћа на Мастерсу у Паризу, који је освојио прошле године.
На завршном турниру сезоне, у Лондону, Ђоковић је био постављен за првог носиоца. Распоређен је у А групу са Ендијем Маријем (3), Томашом Бердихом (5) и Жоом Вилфридом Цонгом (7). Ђоковић је прошао групу као први са све три победе (две са 2:0 и једном 2:1). У полуфиналу се састао са Дел Потром, другопласираним из Б групе. Победио је у три сета, 4:6, 6:3, 6:2. У финалу је играо против Роџера Федерера који је у другом полуфиналу елиминисао Марија. Иако је Федерер повео у првом сету са 3:0, Ђоковић се вратио и освојио сет у тај-брејку. И у другом сету је Федерер имао брејк предности, али је на крају победио Ђоковић. Коначни резултат је био 7:6(6), 7:5. То је био Ђоковићев други освојени АТП завршни шампионат у каријери.

### Егзибициони мечеви
После завршетка професионалног дела сезоне, Ђоковић је у Рио де Жанеиру одиграо егзибициони меч против бившег бразилског првог играча света, Густава Киртена. Киртен је победио у два сета.

## Сви мечеви
| Легенда |                        |     |                               |
| П       | победа на турниру      | Б   | освојена бронзана медаља      |
| Ф       | финале                 | С   | освојена сребрна медаља       |
| ПФ      | полуфинале             | 3   | освојена златна медаља        |
| ЧФ      | четвртфинале           | КВ3 | треће коло квалификација      |
| 4К      | четврто коло           | КВ2 | друго коло квалификација      |
| 3К      | треће коло             | КВ1 | прво коло квалификација       |
| 2К      | друго коло             | Н   | неучешће на турниру           |
| 1К      | прво коло              | Т   | тимско такмичење              |
| ГФ      | групна фаза            | 3#  | меч једне од зона Дејвис купа |
| МБ      | меч за бронзану медаљу | ПО  | плеј-оф Дејвис купа           |

### Појединачна конкуренција[17]
| Турнир | #  | Рунда                 | Противник             | Ранг противника | Исход                       | Резултат                   |          |
| Отворено првенство Аустралије Мелбурн, Аустралија Гренд слем турнир Тврда подлога 16. јануар 2012.                  |    |                       |                       |                 |                             |                            |          |
| 1 | 1K | Паоло Лоренци         | 109                   | Победа          | 6:2, 6:0, 6:0               |                            |          |
| 2 | 2К | Сантјаго Гиралдо      | 56                    | Победа          | 6:3, 6:2, 6:1               |                            |          |
| 3 | 3К | Николас Маи           | 81                    | Победа          | 6:0, 6:1, 6:1               |                            |          |
| 4 | 4К | Лејтон Хјуит          | 181                   | Победа          | 6:1, 6:3, 4:6, 6:3          |                            |          |
| 5 | ЧФ | Давид Ферер           | 5                     | Победа          | 6:4, 7:6(4), 6:1            |                            |          |
| 6 | ПФ | Енди Мари             | 4                     | Победа          | 6:3, 3:6, 6:7(4). 6:1, 7:5  |                            |          |
| 7 | П  | Рафаел Надал          | 2                     | Победа          | 5:7, 6:4, 6:2, 6:7(5), 7:5  |                            |          |
| Тениско првенство Дубаија Дубаи, Уједињени Арапски Емирати ATП 500 серија Тврда подлога 27. фебруар 2012.           |    |                       |                       |                 |                             |                            |          |
| 8 | 1К | Седрик-Марсел Штебе   | 72                    | Победа          | 6:4, 6:2                    |                            |          |
| 9 | 2К | Сергиј Стаховски      | 74                    | Победа          | 7:6(5), 6:3                 |                            |          |
| 10 | ЧФ | Јанко Типсаревић      | 9                     | Победа          | 6:1, 7:6(6)                 |                            |          |
| 11 | ПФ | Енди Мари             | 4                     | Пораз           | 2:6, 5:7                    |                            |          |
| Отворено првенство Индијан Велса Индијан Велс, Калифорнија, САД AТП Мастерс 1000 серија Тврда подлога 5. март 2012. |    |                       |                       |                 |                             |                            |          |
| | 1К | слободан              | слободан              | слободан        | слободан                    |                            |          |
| 12 | 2К | Андреј Голубјев       | 145                   | Победа          | 6:3, 6:2                    |                            |          |
| 13 | 3К | Кевин Андерсон        | 30                    | Победа          | 6:2, 6:3                    |                            |          |
| 14 | 4К | Пабло Андухар         | 45                    | Победа          | 6:0, 6:7(5), 6:2            |                            |          |
| 15 | ЧФ | Николас Алмагро       | 12                    | Победа          | 6:3, 6:4                    |                            |          |
| 16 | ПФ | Џон Изнер             | 11                    | Пораз           | 6:7(7), 6:2, 6:7(5)         |                            |          |
| Отворено првенство Мајамија у тенису Мајами, Флорида, САД ATП Мастерс 1000 серија Тврда подлога 19. март 2012.      |    |                       |                       |                 |                             |                            |          |
| | 1К | слободан              | слободан              | слободан        | слободан                    |                            |          |
| 17 | 2К | Маркос Багдатис       | 42                    | Победа          | 6:4, 6:4                    |                            |          |
| 18 | 3К | Виктор Троицки        | 27                    | Победа          | 6:3, 6:4                    |                            |          |
| 19 | 4К | Ришар Гаске           | 17                    | Победа          | 7:5, 6:3                    |                            |          |
| 20 | ЧФ | Давид Ферер           | 5                     | Победа          | 6:2, 7:6(1)                 |                            |          |
| 21 | ПФ | Хуан Монако           | 21                    | Победа          | 6:0, 7:6(5)                 |                            |          |
| 22 | П  | Енди Мари             | 4                     | Победа          | 6:1, 7:6(4)                 |                            |          |
| Монте Карло мастерс Монте Карло, Монако ATП Мастерс 1000 серија Шљака 16. април 2012.                               |    |                       |                       |                 |                             |                            |          |
| | 1К | слободан              | слободан              | слободан        | слободан                    |                            |          |
| 23 | 2К | Андреас Сепи          | 44                    | Победа          | 6:1, 6:4                    |                            |          |
| 24 | 3К | Александар Долгополов | 21                    | Победа          | 2:6, 6:1, 6:4               |                            |          |
| 25 | ЧФ | Робин Хасе            | 55                    | Победа          | 6:4, 6:2                    |                            |          |
| 26 | ПФ | Томаш Бердих          | 7                     | Победа          | 4:6, 6:3, 6:2               |                            |          |
| 27 | Ф  | Рафаел Надал          | 2                     | Пораз           | 3:6, 1:6                    |                            |          |
| Отворено првенство Мадрида Мадрид, Шпанија ATП Мастерс 1000 серија Шљака 7. мај 2012.                               |    |                       |                       |                 |                             |                            |          |
| | 1К | слободан              | слободан              | слободан        | слободан                    |                            |          |
| 28 | 2К | Данијел Химено-Травер | 137                   | Победа          | 6:2, 2:6, 6:3               |                            |          |
| 29 | 3К | Станислас Вавринка    | 21                    | Победа          | 7:6(5), 6:4                 |                            |          |
| 30 | ЧФ | Јанко Типсаревић      | 8                     | Пораз           | 6:7(2), 3:6                 |                            |          |
| Међународно првенство Италије Рим, Италија ATП Мастерс 1000 серија Шљака 14. мај 2012.                              |    |                       |                       |                 |                             |                            |          |
| | 1К | слободан              | слободан              | слободан        | слободан                    |                            |          |
| 31 | 2К | Бернард Томић         | 32                    | Победа          | 6:3, 6:3                    |                            |          |
| 32 | 3К | Хуан Монако           | 15                    | Победа          | 4:6, 6:2, 6:3               |                            |          |
| 33 | ЧФ | Жо-Вилфрид Цонга      | 5                     | Победа          | 7:5, 6:1                    |                            |          |
| 34 | ПФ | Роџер Федерер         | 2                     | Победа          | 6:2, 7:6(4)                 |                            |          |
| 35 | Ф  | Рафаел Надал          | 3                     | Пораз           | 5:7, 3:6                    |                            |          |
| Ролан Гарос Париз, Француска Гренд слем турнир Шљака 28. мај 2012.                                                  | 36 | 1К                    | Потито Стараће        | 97              | Победа                      | 7:6(3), 6:3, 6:1           |          |
| Ролан Гарос Париз, Француска Гренд слем турнир Шљака 28. мај 2012.                                                  | 37 | 2К                    | Блаж Кавчич           | 99              | Победа                      | 6:0, 6:4, 6:4              |          |
| Ролан Гарос Париз, Француска Гренд слем турнир Шљака 28. мај 2012.                                                  | 38 | 3К                    | Николас Девилде       | 286             | Победа                      | 6:1, 6:2, 6:2              |          |
| Ролан Гарос Париз, Француска Гренд слем турнир Шљака 28. мај 2012.                                                  | 39 | 4К                    | Андреас Сепи          | 25              | Победа                      | 4:6, 6:7(5), 6:3, 7:5, 6:3 |          |
| Ролан Гарос Париз, Француска Гренд слем турнир Шљака 28. мај 2012.                                                  | 40 | ЧФ                    | Жо-Вилфрид Цонга      | 5               | Победа                      | 6:1, 5:7, 5:7, 7:6(6), 6:1 |          |
| Ролан Гарос Париз, Француска Гренд слем турнир Шљака 28. мај 2012.                                                  | 41 | ПФ                    | Роџер Федерер         | 3               | Победа                      | 6:4, 7:5, 6:3              |          |
| Ролан Гарос Париз, Француска Гренд слем турнир Шљака 28. мај 2012.                                                  | 42 | Ф                     | Рафаел Надал          | 2               | Пораз                       | 4:6, 3:6, 6:2, 5:7         |          |
| Вимблдон Лондон, Велика Британија Гренд слем турнир Трава 25. јун 2012.                                             |    |                       |                       |                 |                             |                            |          |
| 43 | 1К | Хуан Карлос Фереро    | 38                    | Победа          | 6:3, 6:3, 6:1               |                            |          |
| 44 | 2К | Рајан Харисон         | 48                    | Победа          | 6:4, 6:4, 6:4               |                            |          |
| 45 | 3К | Радек Штјепанек       | 27                    | Победа          | 4:6, 6:2, 6:2, 6:2          |                            |          |
| 46 | 4К | Виктор Троицки        | 34                    | Победа          | 6:3, 6:1, 6:3               |                            |          |
| 47 | ЧФ | Флоријан Мајер        | 29                    | Победа          | 6:4, 6:1, 6:4               |                            |          |
| 48 | ПФ | Роџер Федерер         | 3                     | Пораз           | 3:6, 6:3, 4:6, 3:6          |                            |          |
| Олимпијске игре 2012. Лондон, Велика Британија Олимпијске игре Трава 28. јул 2012.                                  |    |                       |                       |                 |                             |                            |          |
| 49 | 1К | Фабио Фоњини          | 66                    | Победа          | 6:7(7), 6:2, 6:2            |                            |          |
| 50 | 2К | Енди Родик            | 21                    | Победа          | 6:2, 6:1                    |                            |          |
| 51 | 3К | Лејтон Хјуит          | 159                   | Победа          | 4:6, 7:5, 6:1               |                            |          |
| 52 | ЧФ | Жо-Вилфрид Цонга      | 6                     | Победа          | 6:1, 7:5                    |                            |          |
| 53 | ПФ | Енди Мари             | 4                     | Пораз           | 5:7, 5:7                    |                            |          |
| 54 | МБ | Хуан Мартин Дел Потро | 9                     | Пораз           | 5:7, 4:6                    |                            |          |
| Отворено првенство Канаде Торонто, Канада ATП Мастерс 1000 серија Тврда подлога 6. август 2012.                     |    | 1К                    | слободан              | слободан        | слободан                    | слободан                   |          |
| Отворено првенство Канаде Торонто, Канада ATП Мастерс 1000 серија Тврда подлога 6. август 2012.                     | 55 | 2К                    | Бернард Томић         | 49              | Победа                      | 6:2, 6:3                   |          |
| Отворено првенство Канаде Торонто, Канада ATП Мастерс 1000 серија Тврда подлога 6. август 2012.                     | 56 | 3К                    | Сем Квери             | 35              | Победа                      | 6:4, 6:4                   |          |
| Отворено првенство Канаде Торонто, Канада ATП Мастерс 1000 серија Тврда подлога 6. август 2012.                     | 57 | ЧФ                    | Томи Хас              | 25              | Победа                      | 6:3. 3:6, 6:3              |          |
| Отворено првенство Канаде Торонто, Канада ATП Мастерс 1000 серија Тврда подлога 6. август 2012.                     | 58 | ПФ                    | Јанко Типсаревић      | 9               | Победа                      | 6:4, 6:1                   |          |
| Отворено првенство Канаде Торонто, Канада ATП Мастерс 1000 серија Тврда подлога 6. август 2012.                     | 59 | П                     | Ришар Гаске           | 21              | Победа                      | 6:3, 6:2                   |          |
| Отворено првенство Синсинатија Синсинати, САД ATП Мастерс 1000 серија Тврда подлога 12. август 2012.                |    | 1К                    | слободан              | слободан        | слободан                    | слободан                   |          |
| Отворено првенство Синсинатија Синсинати, САД ATП Мастерс 1000 серија Тврда подлога 12. август 2012.                | 60 | 2К                    | Андреас Сепи          | 27              | Победа                      | 7:6(4), 6:2                |          |
| Отворено првенство Синсинатија Синсинати, САД ATП Мастерс 1000 серија Тврда подлога 12. август 2012.                | 61 | 3К                    | Николај Давиденко     | 50              | Победа                      | 6:0, предаја               |          |
| Отворено првенство Синсинатија Синсинати, САД ATП Мастерс 1000 серија Тврда подлога 12. август 2012.                | 62 | ЧФ                    | Марин Чилић           | 15              | Победа                      | 6:3, 6:2                   |          |
| Отворено првенство Синсинатија Синсинати, САД ATП Мастерс 1000 серија Тврда подлога 12. август 2012.                | 63 | ПФ                    | Хуан Мартин Дел Потро | 9               | Победа                      | 6:3, 6:2                   |          |
| Отворено првенство Синсинатија Синсинати, САД ATП Мастерс 1000 серија Тврда подлога 12. август 2012.                | 64 | Ф                     | Роџер Федерер         | 1               | Пораз                       | 0:6, 6:7(7)                |          |
| Отворено првенство САД Њујорк, САД Гренд слем турнир Тврда подлога 27. август 2012.                                 |    |                       |                       |                 |                             |                            |          |
| 65 | 1К | Паоло Лоренци         | 69                    | Победа          | 6:1, 6:0, 6:1               |                            |          |
| 66 | 2К | Рожерио Дутра Силва   | 112                   | Победа          | 6:2, 6:1, 6:2               |                            |          |
| 67 | 3К | Жилијен Бенето        | 35                    | Победа          | 6:3, 6:2, 6:2               |                            |          |
| 68 | 4К | Станислас Вавринка    | 19                    | Победа          | 6:4, 6:1, 3:1, предаја      |                            |          |
| 69 | ЧФ | Хуан Мартин Дел Потро | 8                     | Победа          | 6:2, 7:6(3), 6:4            |                            |          |
| 70 | ПФ | Давид Ферер           | 5                     | Победа          | 2:6, 6:1, 6:4, 6:2          |                            |          |
| 71 | Ф  | Енди Мари             | 4                     | Пораз           | 6:7(10), 5:7, 6:2, 6:3, 2:6 |                            |          |
| Отврено првенство Кине Пекинг, Кина ATП 500 серија Тврда подлога 1. октобар 2012.                                   |    |                       |                       |                 |                             |                            |          |
| 72 | 1К | Михаел Берер          | 123                   | Победа          | 6:1, 6:7(3), 6:2            |                            |          |
| 73 | 2К | Карлос Берлок         | 50                    | Победа          | 6:1, 6:3                    |                            |          |
| 74 | ЧФ | Јирген Мелцер         | 37                    | Победа          | 6:1, 6:2                    |                            |          |
| 75 | ПФ | Флоријан Мајер        | 29                    | Победа          | 6:1, 6:4                    |                            |          |
| 76 | П  | Жо-Вилфрид Цонга      | 7                     | Победа          | 7:6(4), 6:2                 |                            |          |
| Шангај мастерс Шангај, Кина ATП Мастерс 1000серија Тврда подлога 8. октобар 2012.                                   |    | 1К                    | слободан              | слободан        | слободан                    | слободан                   | слободан |
| Шангај мастерс Шангај, Кина ATП Мастерс 1000серија Тврда подлога 8. октобар 2012.                                   | 77 | 2К                    | Григор Димитров       | 56              | Победа                      | 6:3, 6:2                   |          |
| Шангај мастерс Шангај, Кина ATП Мастерс 1000серија Тврда подлога 8. октобар 2012.                                   | 78 | 3К                    | Фелисијано Лопез      | 29              | Победа                      | 6:3, 6:3                   |          |
| Шангај мастерс Шангај, Кина ATП Мастерс 1000серија Тврда подлога 8. октобар 2012.                                   | 79 | ЧФ                    | Томи Хас              | 21              | Победа                      | 6:3, 6:3                   |          |
| Шангај мастерс Шангај, Кина ATП Мастерс 1000серија Тврда подлога 8. октобар 2012.                                   | 80 | ПФ                    | Томаш Бердих          | 7               | Победа                      | 6:3, 6:4                   |          |
| Шангај мастерс Шангај, Кина ATП Мастерс 1000серија Тврда подлога 8. октобар 2012.                                   | 81 | П                     | Енди Мари             | 3               | Победа                      | 5:7, 7:6(11), 6:3          |          |
| Париз мастерс Париз, Француска АТП Мастерс 1000 серија Тврда подлога (дворана) 29. октобар 2012.                    |    | 1К                    | слободан              | слободан        | слободан                    | слободан                   | слободан |
| Париз мастерс Париз, Француска АТП Мастерс 1000 серија Тврда подлога (дворана) 29. октобар 2012.                    | 82 | 2К                    | Сем Квери             | 24              | Пораз                       | 6:0, 6:7(5), 4:6           |          |
| Тенис мастерс куп Лондон, УК Финале АТП светске турнеје (1500) Тврда подлога (дворана) 5. новембар 2012.            | 83 | ГФ                    | Жо-Вилфрид Цонга      | 8               | Победа                      | 7:6(4), 6:3                |          |
| Тенис мастерс куп Лондон, УК Финале АТП светске турнеје (1500) Тврда подлога (дворана) 5. новембар 2012.            | 84 | ГФ                    | Енди Мари             | 3               | Победа                      | 4:6, 6:3, 7:5              |          |
| Тенис мастерс куп Лондон, УК Финале АТП светске турнеје (1500) Тврда подлога (дворана) 5. новембар 2012.            | 85 | ГФ                    | Томаш Бердих          | 6               | Победа                      | 6:2, 7:6(6)                |          |
| Тенис мастерс куп Лондон, УК Финале АТП светске турнеје (1500) Тврда подлога (дворана) 5. новембар 2012.            | 86 | ПФ                    | Хуан Мартин Дел Потро | 7               | Победа                      | 4:6, 6:3, 6:2              |          |
| Тенис мастерс куп Лондон, УК Финале АТП светске турнеје (1500) Тврда подлога (дворана) 5. новембар 2012.            | 87 | П                     | Роџер Федерер         | 2               | Победа                      | 7:6(6), 7:5                |          |

### Парови[18]
| Турнир | #  | Рунда            | Први противнички играч | Ранг првог противника | Други противнички играч | Ранг другог противника | Ранг тима | Исход       | Резултат |
| Отворено првенство Индијан Велса Индијан Велс, Калифорнија, САД AТП Мастерс 1000 серија Тврда подлога 8. март 2012. Партнер: Виктор Троицки |    |                  |                        |                       |                         |                        |           |             |          |
| 1 | 1К | Марсел Гранољерс | 42                     | Фелисијано Лопез      | 337                     | -                      | Пораз     | 5:7, 5:7    |          |
| Олимпијске игре 2012. Лондон, Велика Британија Олимпијске игре Трава 25. јул 2012. Партнер: Виктор Троицки                                  |    |                  |                        |                       |                         |                        |           |             |          |
| 2 | 1К | Јохан Брунсторм  | 72                     | Роберт Линдштед       | 10                      | -                      | Пораз     | 6:7(8), 3:6 |          |

## Резултат против других тенисера
Поређано по броју победа
(Имена играча који су у том тренутку били међу првих 10 су подебљана, а оних међу првих 50 укошена)
| - Жо-Вилфрид Цонга 5:0 - Енди Мари 4:3 - Томаш Бердих 3:0 - Давид Ферер 3:0 - Андреас Сепи 3:0 - Хуан Мартин дел Потро 3:1 - Роџер Федерер 3:2 - Ришар Гаске 2:0 - Томи Хас 2:0 - Лејтон Хјуит 2:0 - Паоло Лоренци 2:0 - Флоријан Мајер 2:0 - Хуан Монако 2:0 - Бернард Томић 2:0 - Виктор Троицки 2:0 - Станислас Вавринка 2:0 - Јанко Типсаревић 2:1 | - Кевин Андерсон 1:0 - Николас Алмагро 1:0 - Пабло Андухар 1:0 - Маркос Багдатис 1:0 - Жилијен Бенето 1:0 - Карлос Берлок 1:0 - Михаел Берер 1:0 - Марин Чилић 1:0 - Николај Давиденко 1:0 - Никола Девилдер 1:0 - Григор Димитров 1:0 - Александар Долгополов 1:0 - Рожерио Дутра да Силва 1:0 - Хуан Карлос Фереро 1:0 - Фабио Фоњини 1:0 - Данијел Химено-Травер 1:0 | - Сантјаго Хиралдо 1:0 - Андреј Голубјев 1:0 - Робин Хасе 1:0 - Рајан Харисон 1:0 - Блаж Кавчич 1:0 - Фелисијано Лопез 1:0 - Николас Мау 1:0 - Јирген Мелцер 1:0 - Енди Родик 1:0 - Сергиј Стаховски 1:0 - Потито Стараће 1:0 - Седрик-Марсел Штебе 1:0 - Радек Штјепанек 1:0 - Сем Квери 1:1 - Рафаел Надал 1:3 - Џон Изнер 0:1 |

## Награде
- Награда Међународног фонда православних народа
- Орден Карађорђеве звезде првог реда
- Медаља Вермилион у области физичког васпитања и спорта од Алберта II, кнеза од Монака
- награда за најбољег тенисера
- Одабран међу сто најбољих тенисера и тенисерки свих времена (40. место) по избору
- Шампион северноамеричке турнеје
- АТП-ов играч године
- Најбољи тенисер Србије
- Награда Артур Еш хуманитарац године
- Златни кромпир
- Најбољи Гренд слем / олимпијски меч сезоне (победа над Надалом у финалу Отвореног првенства Аустралије)
- Најбољи АТП-ов меч сезоне (Финале Шангаја, победа над Ендијем Маријем 5:7, 7:6(11), 6:3)
- Награда Centrepoint организације за инспирацију младих, од Вилијама, војводе од Кембриџа
- ИТФ Шампион године
- Најбољи спортиста Балкана од стране БТА
- Награда „Понос нације“ од ТСС
- Најбољи спортиста Европе по избору Међународног удружења спортских новинара